# 住田町
住田町（日语：／ Sumita chō */?）是位於日本岩手縣東南部的町，隸屬於氣仙郡。轄區四周皆被山岳包圍，氣仙川流經城鎮中心並往南流，當地人口則集中在東南部的世田米地區。住田町在江戶時代作為盛街道的宿場町而繁榮。由於當地擁有豐富的森林資源，因此發展成以林業和木材加工而聞名的城鎮。住田町也致力於成為「日本第一的森林和林業之町」。

## 地理
住田町境內約84.1%的面積被山林與原野覆蓋，3.5%的土地為農業用地。轄區周圍被海拔600至1300公尺的山岳包圍，東部坐落著北上山地的五峰山、愛染山和高森山，北部為高清水山和貞任山，南部則坐落著鷹巢山和太平山。氣仙川從東北邊流經城鎮中心並往南流。坂本川、火之土川、新切川、大股川、中澤川等河也流經住田町，並在境內注入氣仙川。

### 氣候
由於住田町鄰近太平洋沿岸，因此在氣候上較接近太平洋側氣候。當地的年均溫約11℃，夏季涼冷且冬季較為溫暖。北部地區在冬季時的積雪深度約為20至30公分，南部地區則為10至15公分。

## 歷史
住田地區的聚落形成於平安時代後期的奧州藤原氏時代。由於當地為黃金的產地，因此聚集許多商人和採礦的工人，並在日後發展成為連接內陸地區和沿海地區的宿場町。住田地區在中世紀陸續由藤原氏、葛西氏等氏族統治，至江戶時代則成為伊達氏的仙台藩領地。
明治21年（1888年），日本在當地實施町村制，並設置世田米村、上有住村和下有住村。昭和15年（1940年），世田米村改制成世田米町。昭和30年（1955年）4月1日，世田米町與上有住村、下有住村合併成現今的住田町。
2011年3月11日的東日本大震災在住田町引發震度5強的地震，並造成1人受傷和43棟住宅部分毀損。

## 行政
現任町長神田謙一於2025年7月的選舉中第2次自動當選，其任期將持續至2029年8月。

## 經濟
根據日本2015年的國勢調查統計，住田町的就業人口中有19.8%從事第一級產業，33.3%的就業人口從事第二級產業，47%則從事第三級產業。當地的農業以生產稻米、蔬菜、畜產等農產品為主，近年來則引進櫛瓜、高麗菜、豌豆和南瓜等蔬果種植。由於住田町内擁有日本落差最大的洞穴瀑布「瀧觀洞」等景點，因此也吸引許多遊客到訪。

## 教育
住田町内共有2所小學校、2所中學校和1所高等學校。根據2022年的統計，境內的小學校共有142名學生，中學校則共有97名學生。

## 交通
國道107號、國道340號和國道397號在住田町内交會，東北自動車道則穿越轄區的東北端，並設置瀧觀洞交流道。鐵路方面，東日本旅客鐵道的釜石線通過住田町的東北端，並在該區域設置上有住站。但上有住站因距離轄區內的人口聚集地相當遙遠，因此並非當地居民前往其他地區時會選擇的主要交通工具。